# David Brocken
David Brocken (18 februari 1971) is een Belgisch voetbaltrainer en voormalig voetballer. Hij was een rechtervleugelverdediger. 

## Spelerscarrière
Brocken begon bij de jeugd van Lierse en maakte bij die club zijn debuut in de Eerste Klasse. Dit was in 1989. Brocken speelde in zijn eerste seizoen regelmatig mee en werd al gauw een vaste waarde op de rechtsachterpositie bij Lierse. De club gaf jong talent een kans en vulde dat aan met de ervaring van spelers zoals Eddy Snelders en de Noorse spits Kjetil Rekdal.
Onder leiding van trainer Eric Gerets, werd de club in 1996-'97 landskampioen. Een verrassing die vele spelers en ook de trainer een mooie transfer opleverde. Gerets vertrok naar Club Brugge, David Brocken zelf bleef bij Lierse spelen. In 1999 verkreeg hij een mooie transfer, want de rechtsachter trok naar RSC Anderlecht. Daar bleef Brocken niet lang want hetzelfde seizoen vertrok hij naar Standard Luik. Anderlecht werd zonder hem kampioen.
Bij Standard werd hij opnieuw een vaste waarde, maar in 2001 belandde hij een heel seizoen op de bank bij de Rouches. Dit was het signaal voor Brocken om andere oorden op te zoeken.
Zo kwam hij in 2002 terecht bij het kleinere SK Lommel. Na één seizoen bij Lommel besloot Brocken naar KFC Schoten te gaan, een ploeg uit de Eerste Provinciale. Tot zijn verbazing kreeg hij in 2004 de kans om voor Vålerenga IF te gaan spelen, een topclub uit Noorwegen.
Brocken vond er Kjetil Rekdal terug, die op dat moment bij Valerengen trainer was. Brocken en Rekdal kenden elkaar nog van hun tijd bij Lierse. In 2005 werd Brocken landskampioen met Valerengen.

## Trainerscarrière
Na zijn voetbalcarrière werd Brocken jeugdcoördinator bij Lierse. Die baan gaf hij in december 2007 op om een gelijksoortige functie te gaan bekleden bij Vålerenga IF, een van de andere clubs waar hij had gewerkt. Brocken ging sindsdien aan de slag bij heel wat Noorse clubs: niet alleen als jeugdcoördinator, maar ook als hoofdtrainer (bij Rilindja IL, die hij van de zesde naar de vierde divisie in het Noorse voetbal leidde) en als trainer van enkele damesploegen. 

## Erelijst
K. Lierse SK
- Belgisch landskampioen

1997
 Vålerenga IF
- Noors landskampioen

2005